# Ronald Bonilla
Ronald Bonilla Carvajal (San José, 14 de agosto de 1951) es un  poeta costarricense. Fue uno de los fundadores del Movimiento Trascendendentalista en Costa Rica. Dirige el Grupo Literario Poiesis. Es Premio Nacional de Cultura Magón, 2015.

## Biografía
Hijo del violinista costarricense, Dr. Manuel Antonio Bonilla Campos, concertista y concertino de la Orquesta Sinfónica Nacional, y de Odilíe Carvajal Castro. Estudió la enseñanza primaria en la Escuela Buenaventura Corrales y la secundaria en el Conservatorio de Castella, donde inició su producción literaria. Aquí fue reclutado por los poetas  Laureano Albán y Julieta Dobles a los catorce años para que participara de los talleres literarios del Círculo de Poetas Costarricenses. Su primer poema publicado fue en el periódico La Nación en un suplemento literario dedicado a jóvenes alumnos del Castella que escribían poemas y cuentos. En esa misma institución, hacía teatro, llevaba clases de música, artes plásticas y literatura. Ganó en 1967 el primer premio de poesía de un certamen organizado por profesores para los estudiantes en este centro educativo. En los años superiores del colegio participaba en recitales del Círculo de Poetas, y en 1968 se aprobó la publicación de su libro Las manos de amar, de parte de la Editorial Costa Rica, libro que aparecería publicado en 1971. Para los años setenta, el joven Bonilla era un activo militante de grupos de izquierda. Además actuó en varias producciones teatrales, algunas a cargo del director español Esteban Pols. Mientras ejercía diversos trabajos, entre ellos la venta de libros y programas educativos, siguió su formación en manera autodidacta. 
Es uno de los firmantes del Manifiesto Trascendentalista (1977) junto con Laureano Albán, Julieta Dobles y Carlos Francisco Monge. Ha fungido como directivo de la Editorial Costa Rica y de la Asociación de Autores de Costa Rica, de la que sería su presidente en el año 2000. Es uno de los principales fundadores del Grupo Literario Poiesis y Presidente de la Editorial Poiesis fundada en 2015 junto a Lucía Alfaro, que ya ha publicado 37 poemarios, 6 cuentarios, 3 novelas, dos antologías  y tres libros de literatura infantil. Desde estas instancias culturales Ronald Bonilla mantiene una presencia activa en la vida cultural costarricense. La Editorial UNED, con la que ha publicado casi todos sus últimos poemarios, aprobó la publicación de toda su obra poética en tres tomos, bajo el título Tiempos sin sombra, (poesía en marcha), del cual ya apareció el primer tomo en el 2021. Ha representado al país en diversas actividades literarias y en Festivales de poesía y congresos literarios en México, Panamá, Cuba, Guatemala, Nicaragua, Colombia, Lima, Miami (EE. UU.) y España, estos tres últimos de manera virtual por la pandemia.  
La calidad de su poesía y su labor como tallerista son los principales motivos por los que se le otorgara el Premio Magón de Cultura 2015.  A raíz de ello se le designa delegado al Festival Internacional de Poesía de Costa Rica y se publica su poemario El libro del (buen) amor, en la colección de Casa de Poesía del 2016. 

## Premios y distinciones
Primer Premio de Poesía. Certamen Arnoldo Herrera. Conservatorio de Castella. 1967. 
Segundo lugar en poesía. Certamen Facultad de Letras U.C.R 1971. 
Premio Joven Creación, 1977. Editorial Costa Rica. Con su libro Soñar de frente. 
Premio Nacional de Poesía 2001. Por su libro Porque el tiempo no tiene sombra. ECR 
Premio Centroamericano de Literatura Rogelio Sinán, 2001-2002, Panamá. Por su libro A instancias de tu piel. 
Primera Edición del Premio Lisímaco Chavarría en poesía.  Primer lugar. Con su breve poemario: Para inventar la desnudez. San Ramón, 2003 
Tercer premio Literario Brunca en tres oportunidades 2010, 2012 y 2013 Universidad Nacional, REGIÓN BRUNCA.  
Premio Una Palabra de poesía en 2014 con su poemario Apuntes para un grafiti  
Premio Nacional de Cultura Magón 2015. 
Finalista del VII Premio Iberoamericano Pilar Fernández Labrador 2019, Salamanca, España,  con el poemario Herida de agua, aún inédito. 
Finalista del IX Premio Internacional  de Poesía Jovellanos  El mejor poema del mundo, 2022, Asturias, España, Ediciones Nobel.  con su poema Vidas paralelas. 

## Obras
- Viento Adentro, Colección Líneas Grises Círcuo de Poetas Costarricenses. 1969
- Las manos de amar, Editorial Costa Rica. 1971
- Consignas en la piedra. Editorial Territorio. 1974
- Manifiesto trascendentalista y poesía de sus autores. 1977. .E.C.R. coautor.
- Soñar de frente. Editorial Costa Rica 1978
- Un día contra el asedio. Editorial Mesén, 1999
- Porque el tiempo no tiene sombra, 2001. E.C.R.
- A instancias de tu piel. Editorial Géminis y UT.P. 2002
- La ciega certeza. Colección Líneas grises. Círculo de Poetas Costarricenses. 2005
- Después de soñarte. EUNED, 2008
- Sed de otras piedras EUNED, 2012
- Apuntes para un grafiti. EUNA, 2014
- Hoja de afiliación y otros clichés. EUNED. 2015
- El libro del (buen) amor, Casa de Poesía, 2016
- Los últimos cuervos, EUNED, 2018
- Recurso de amparo, EUNED, 2019
- Cabos sueltos, Poiesis Editores 2020
- Antología poética, Municipalidad de Lima, Primavera Poética Colección Lima Lee.  2020.
- Tiempos sin sombra. I Tomo poesía reunida, EUNED, 2022.
- Metrobundo, Colmenart, 2024.
- Herida de agua. EUNA, 2024.